# Meet the Vamps Tour
Meet the Vamps Tour foi a primeira turnê da banda britânica de pop rock The Vamps. A turnê contou com apenas uma parte, passando pelo Reino Unido. Tem como base seu primeiro álbum de estúdio Meet the Vamps.

## Antecedentes
Em 12 de fevereiro de 2014, The Vamps anunciaram em seu Twitter sua primeira turnê solo. Inicialmente, eles provocaram os fãs implicando que iriam se separar, dizendo: "O tempo que passamos foi completamente incrível  - vocês têm sido maravilhosos e nós não vamos esquecer essas lembranças incríveis...
"Mesmo no começo, vocês têm nos apoiado constantemente e devemos muito a vocês. Nesse período nós tivemos nossas vidas mudadas...
"Conhecemos pessoas incríveis pelo caminho. Com tudo o que foi dito, nós fomos forçados a contar. Nos arrependemos de anunciar que...
"...Nós não podemos conhecer mais de vocês na nossa TURNÊ DE ESTREIA PELO REINO UNIDO AHHHHHHH!!! Nós AMAMOS VOCÊS E MAL PODEMOS ESPERAR!!! VAMOS NOS ABRAÇAR (BEIJO)"
O último tweet incluía o pôster da turnê. Os ingressos entraram à venda em 26 de abril de 2014 e o tanto de shows esgotados fez com que duas datas extras em Cardiff e Bournemouth em 17 e 18 October fossem adicionadas devido à imensa demanda.

## Setlist
- Wild Heart
- Girls on TV
- YouTube Medley (Vegas Girl/Locked Out of Heaven/Nobody to Love/I Knew You Were Trouble/Thrift Shop/Can't Hold Us)
- She Was The One
- Somebody to You
- Solo de bateria
- Last Night
- Dear Maria, Count Me In / Sugar, We're Goin Down (medley de covers de All Time Low e Fall Out Boy)
- Move My Way
- Shout About It
- On the Floor/High Hopes (medley)
- Teenagers (cover de My Chemical Romance)
- Oh Cecilia (Breaking My Heart)

Encore:
- Risk It All
- Can We Dance

- Nos dois shows em Glasgow, Escócia, a cantora Nina Nesbitt foi convidada para cantar "Somebody To You" com a banda.
- Em Liverpool, o convidado para cantar "Somebody To You" foi o cantor britânico Luke Friend.
- No último show da turnê, em Bournemouth, todos os três atos de abertura se juntaram à banda durante "Teenagers".

## Atos de Abertura
- Nina Nesbitt
- Luke Friend
- EofE

## Datas
| Data                   | Cidade      | Local                 | Bilhetes vendidos | Faturamento |
| ---------------------- | ----------- | --------------------- | ----------------- | ----------- |
| 23 de setmebro de 2014 | Sheffield   | Sheffield City Hall   | —                 | —           |
| 25 de setmebro de 2014 | Newcastle   | Newcastle City Hall   | —                 | —           |
| 27 de setmebro de 2014 | Glasgow     | SECC Clyde Auditorium | —                 | —           |
| 28 de setmebro de 2014 | Glasgow     | SECC Clyde Auditorium | —                 | —           |
| 1 de outubro de 2014   | Manchester  | O2 Apollo             | —                 | —           |
| 2 de outubro de 2014   | Manchester  | O2 Apollo             | —                 | —           |
| 4 de outubro de 2014   | Liverpool   | Echo Arena            | —                 | —           |
| 5 de outubro de 2014   | Birmingham  | NIA                   | —                 | —           |
| 8 de outubro de 2014   | Brighton    | Brighton Centre       | —                 | —           |
| 9 de outubro de 2014   | Cheltenham  | Cheltenham Centre     | —                 | —           |
| 11 de outubro de 2014  | Cardiff     | Motorpoint Arena      | —                 | —           |
| 12 de outubro de 2014  | Bournemouth | BIC                   | —                 | —           |
| 14 de outubro de 2014  | London      | Eventim Apollo        | —                 | —           |
| 15 de outubro de 2014  | London      | Eventim Apollo        | —                 | —           |
| 17 de outubro de 2014  | Cardiff     | Motorpoint Arena      | —                 | —           |
| 18 de outubro de 2014  | Bournemouth | BIC                   | —                 | —           |